# 25 Dywizja Piechoty Armii Krajowej
25 Dywizja Piechoty AK (25 DP AK) – wielka jednostka piechoty Armii Krajowej.

## Historia
Zgodnie z „Planem Odtwarzania Sił Zbrojnych” z września 1942 Okręg Poznań AK w czasie akcji „Burza” miał sformować 25 Dywizję Piechoty AK.
 Na stanowisko dowódcy dywizji został wyznaczony podpułkownik Wincenty Mischke.
Poszczególne jednostki organizacyjne okręgu były odpowiedzialne za przeprowadzenie mobilizacji oddziałów dywizji. Inspektorat Ostrów Wielkopolski AK był odpowiedzialny za „odtworzenie” 29 pułk Strzelców Kaniowskich i 60 pułk piechoty Wielkopolskiej, natomiast Inspektorat Krotoszyn AK – 56 pułk piechoty Wielkopolskiej.